# Šport u 1993.
◄◄ | ◄ | 1990. | 1991. | 1992. | 1993.  | 1994. | 1995. | 1996. | ► | ►►
Arhitektura • Astronautika • Astronomija • Biologija • Film • Fotografija • Glazba • Kazalište • Kemija • Kiparstvo • Knjige • Književnost • Kršćanstvo • Meteorologija • Medicina • Planinarstvo • Politika • Pravo • Promet • Slikarstvo • Strip • Šport • Televizija • Znanost • Zrakoplovstvo • Željeznički promet
Šport u 1993.

## Svijet

### Natjecanja

#### Svjetska natjecanja
- Od 10. do 20. veljače – Svjetsko prvenstvo u rukometu u Švedskoj: prvak Rusija
- Od 24. studenoga do 5. prosinca – Svjetsko prvenstvo u rukometu za žene u Norveškoj: prvak Njemačka

#### Kontinentska natjecanja

##### Europska natjecanja
- Od 22. lipnja do 4. srpnja – Europsko prvenstvo u košarci u Njemačkoj: prvak Njemačka
- Od 31. srpnja do 8. kolovoza – Europsko prvenstvo u vaterpolu u Sheffieldu u Ujedinjenom Kraljevstvu: prvak Italija

## Hrvatska i u Hrvata

### Smrti
- 7. lipnja – Dražen Petrović, hrvatski košarkaš (* 1964.)
- 21. kolovoza – Vera Romanić, hrvatska atletičarka (* 1914.)
- 20. rujna – Zlatko Mašek, hrvatski športski strijelac (* 1928.)

## Vanjske poveznice
|  | Zajednički poslužitelj ima još gradiva o temi Šport u 1993. |